# Fedrelandspartiet
Fedrelandspartiet var ett norskt nationaldemokratiskt parti grundat 1990 i Bergen av Harald Trefall, efter att denne uteslutits från Fremskrittspartiet. Under slutet av 1990-talet ingick partiet i nätverket Nord-nat. Fedrelandspartiet upplöstes 2008. Enligt Europarådet var Fedrelandspartiet att betrakta som en nynazistisk grupp.